# 本多俊介
本多　俊介（ほんだ　しゅんすけ、2000年1月24日 - ）は、日本のプロボクサー。神奈川県横浜市出身。E&Jカシアス・ボクシングジム所属。

## 来歴
2022年7月のプロデビュー戦は3-0の判定勝ち。
2024年東日本ライト級新人王決勝戦で西野入稜央（横浜光ボクシングジム）を相手に3-0（49-46、49-46、50-45）の判定勝ちで東日本新人王と技能賞を獲得した。
2024年全日本新人王決勝戦で東日本ライト級新人王として西軍代表の堤啓至（FUKUOKA）を相手に3R1分7秒TKO勝ちで全日本新人王を獲得した。なお、同ジムから歴代3人目の全日本新人王となる。
2025年4月　JBCは最新ランキングを発表し、本多を日本ライト級10位にランクインした。

## 戦績
・アマチュアボクシング - 7戦6勝1敗
・プロボクシング - 8戦8勝（3KO）

## 獲得タイトル
- 全日本ライト級新人王